# Ex cathedra
La locuzione latina "ex cathedra", tradotta letteralmente, significa "dalla sedia".

## Nella Chiesa cattolica
La definizione è molto frequente nell'uso ecclesiastico e sta ad indicare che il Papa, quando parla "ex cathedra", esercita l'uffizio di Pastore e Dottore universale della Chiesa cattolica definendo una dottrina sulla fede o sui costumi. L'espressione è spesso legata al dogma cattolico dell'infallibilità papale.
La costituzione dogmatica Pastor Aeternus si conclude con le seguenti parole:
Se qualcuno quindi avrà la presunzione di opporsi a questa Nostra definizione, Dio non voglia!: sia anatema.»

## Altri usi
La frase si usa ironicamente all'indirizzo di coloro che si danno arie di sapienti.